# إيرل إف. جونسون
إيرل إف. جونسون هو سياسي أمريكي، ولد في 30 مارس 1868 في بلدة ثيتفورد في الولايات المتحدة، وتوفي في 8 أبريل 1947 في مقاطعة جينيسي في الولايات المتحدة.